# Bazylika Nuestra Señora del Pilar

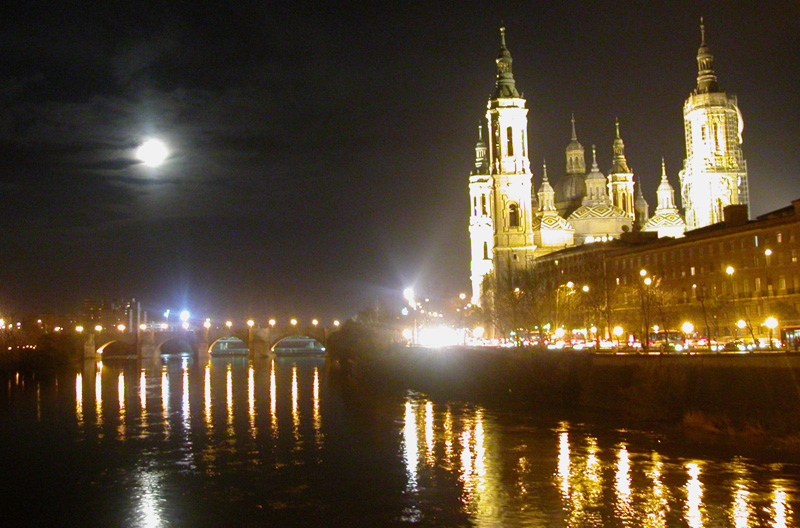
Bazylika w nocy

Bazylika katedralna Nuestra Señora del Pilar (Matki Bożej na Kolumnie) − największa świątynia barokowa w Hiszpanii  i jedna z najważniejszych świątyń w tym kraju, znajdująca się w Saragossie (drugą katedrą archidiecezji saragoskiej jest kościół San Salvador – La Seo).
Jest uważana za pierwszą na świecie świątynię maryjną, ponieważ zachowuje się w niej kolumnę (hiszp. el pilar – kolumna, filar), na której według tradycji Maryja – żyjąc jeszcze w Jerozolimie – objawiła się w ciele apostołowi Jakubowi 2 stycznia 40 roku. Ośrodkiem sanktuarium jest jaspisowa kolumna z XV-wieczną figurką Madonny z Dzieciątkiem. Madonna del Pilar jest patronką Świata Hiszpańskiego (hiszp. Hispanidad), a jej święto w dniu 12 października jest świętem narodowym Hiszpanii.

## Historia świątyni
Początkowo znajdowała się tu tylko mała kaplica. Po rekonkwiście miasta przez króla Alfonsa I w roku 1118 wzniesiono kościół romański, w 1434 zniszczony przez pożar. Z dawnego kościoła pozostał tympanon. Świątynia została odbudowana w stylu gotyckim z elementami mudéjar. Obecną formę uzyskała dzięki rozbudowie w latach 1681–1754 według planów Francisco Herrera Hidestrosa, powołanego przez komisję pod przewodnictwem Juana de Austria. Kaplica NMP została rozbudowana na zlecenie kapituły w 1725 r. według projektu Ventury Rodrigueza. Antonio González Velázquez był jednym z artystów, którzy w 1752 roku zrealizowali malowidła ścienne w kopule kaplicy świątyni.

## Charakterystyka
Bazylika ma 130 m długości, 67 m szerokości, posiada 4 wieże i 11 kopuł. Boczne kopuły ozdobione są na zewnątrz dekoracją z azulejos. Kopuła środkowa i jedna z wież powstały w roku 1872, 3 pozostałe wieże dodano dopiero w latach 1907 i 1961. Jest budowlą trójnawową z wieńcem kaplic. Wnętrze podzielone jest na dwie części: zajmujący 3/5 powierzchni właściwy kościół oraz sanktuarium z kaplicą Del Pilar, krytą eliptyczną kopułą wewnętrzną. Późnogotycki alabastrowy ołtarz główny wyrzeźbił Damián Forment w latach 1509–1511. Stalle są dziełem m.in. Giovanniego Moreto z Florencji z 1542 r., a imponujące kraty z lat 1574–1579 wykuł Juan Tomás Celma. W 1771 r. Goya namalował freski Anioły adorujące Imię Boże i Matkę Boską Królową Męczenników. Oprócz szeregu biskupów, znalazł tu miejsce spoczynku generał José de Palafox y Melzi, obrońca miasta podczas wojen napoleońskich.
Atrakcjami turystycznymi bazyliki są również muzeum i skarbiec.

## Matka Boża z Pilar
Bazylika Nuestra Señora del Pilar w Saragossie powstała w miejscu pierwszych w historii chrześcijaństwa objawień Matki Bożej. Objawiła się ona na słupie, stąd nazwa Matka Boża z Pilar (Matka Boża na Kolumnie).